# Hřib olivovožlutý
Hřib olivovožlutý (Boletus pachypus Fr. sensu Quél.) je nejedlá houba z čeledi hřibovitých. Řadí se do sekce Calopodes a je blízce příbuzný hřibu kříšti (Boletus calopus Pers.: Fr.). Klasifikace tohoto druhu není jednotná, pokud není uvedeno jinak, je v rámci tohoto článku prezentována podle pojetí mykologa Aurela Dermeka.

## Synonyma
- Boletus olivaceo-flavus Dermek (nom. nud.)[1]
- Boletus olivaceoflavus Dermek 1973[2]
- Boletus olivaceus Sch.[3][4] 1774[2]
- Boletus pachypus Fr. sensu Quél.[1]
- Boletus pachypus Fr.[3] sensu Smotl.
- Boletus pachypus var. olivaceus (Schaeff.) Pers. 1825[2]
- Boletus tesselatus Rostk.[4]

- hřib hořký[4]
- hřib olivový[4]
- hřib olivovožlutý[1]
- modrák hořký[3]
- modrák olivový[3]

## Taxonomie
Různí mykologové klasifikují druh Boletus pachypus odlišně, mnozí jej považují za totožný s hřibem kříštěm (Boletus calopus) v aktuálně rozšířeném pojetí. Pojetí autorů, kteří jej považují za samostatný druh, se často liší a popisy se do různé míry překrývají.

### Velenovský
Josef Velenovský rozlišoval tři blízce příbuzné druhy: hřib kříšť (Boletus pachypus), hřib červenka (Boletus calopus) a hřib olivový (Boletus olivaceus). Jejich popis se odlišuje především vybarvením třeně a chutí dužniny: kříšť (Boletus pachypus) podle Velenovského má třeň červený, pouze nahoře žlutý a velmi hořkou chuť, červenka (Boletus calopus) má třeň celý nachově červený, chuť sladkou a hřib olivový, neboli hořký, (Boletus olivaceus syn. Boletus tesselatus Rostk.) má třeň nahoře žlutý, dole (resp. uprostřed) červený, chuť hořkou a je drobnější (klobouk do 60 milimetrů).

### Macků
Jan Macků rozlišoval dva druhy: hřib kříšť (Boletus pachypus Fr.) se třeněm nahoře žlutým, dole červeným a hořkou chutí a hřib červenka (Boletus calopus Pers.) s červeným třeněm (chuť neuváděl).

### Smotlacha
František Smotlacha rozlišoval červenku (Boletus calopus Sm.) jako formu hřibu satanovitého se sytě červeným třeněm a chutnou dužninou. Jako podobný (ale samostatný druh) uváděl kříšť (Boletus pachypus Fr.) s třeněm červeným jen uprostřed, nahoře žlutým, dole hnědým - a bronzovou formu kříště - hřib olivový (Boletus olivaceus Sch.)

### Dermek
Aurel Dermek uváděl, že mnozí současníci považují hřib olivovožlutý (Boletus pachypus Fr.) za barevnou odchylku hřibu kříště (Boletus calopus Fr.). Podle odlišných znaků ho ale klasifikoval jako samostatný druh (popis níže).

## Vzhled

### Makroskopický
Klobouk dosahuje 60 - 100 milimetrů, nejdříve polokulovitý, později klenutý, v mládí je okraj podvinutý, v dospělosti zvlněný. Povrch je suchý, jemně plstnatý, olivově plavý až olivově hnědý.
Rourky jsou 5 - 8 milimetrů dlouhé, nejprve bledě žluté, později zelenožluté, na řezu modrající. Póry mají okrouhlý tvar, jsou drobné, v mládí bleděžluté, později sytě žluté až chromové, vždy bez zeleného odstínu. Na otlacích modrozelenají.
Třeň dosahuje 60 - 120 × 20 - 35 milimetrů, má válcovitý až kyjovitý tvar, na bázi zaoblený. Zbarvení pod kloboukem je sytě žluté, dále bledě žlutý a přechází do špinavě hnědé. Žlutou zónu od bledě žluté odděluje červený pásek o šířce 3 - 10 milimetrů. Povrch třeně kryje síťka ohrověhnědé barvy.
Dužnina má bělavé zbarvení, na řezu lehce modrá. Konzistence je tvrdá, vůně nenápadná, chuť odporně hořká.

### Mikroskopický
Výtrusy dosahují 11 - 15 × 4,5 - 5,5 μm, jsou hladké, elipsoidně vřetenovité, okrově olivové. Výtrusný prach je hnědavě olivový.

## Výskyt
Roste v jehličnatých i listnatých lesích, ale výrazně vzácněji než hřib kříšť. Fruktifikuje od července do září. Rozšíření není zatím blíže prozkoumané. Velenovský uváděl výskyt hřibu olivového v jedlinách, smíšených lesích a bučinách.